# 佐渡市立赤泊中学校
佐渡市立赤泊中学校（さどしりつ あかどまりちゅうがっこう）は、新潟県佐渡市赤泊地区（旧赤泊村）にある公立中学校。

## 沿革
- 1947年5月1日 - 赤泊村立赤泊中学校の創立。開校式の挙行[1]。
- 1950年1月17日 - 校舎移転。
- 1953年2月11日 - 校歌制定（作詞：藤川忠治、作曲：山田常三）
- 2004年3月1日 - 佐渡市立赤泊中学校に改称する。

## 部活動
- 卓球部
- 野球部
- テニス部
- 陸上・駅伝部（特設）